# Goigs
|  | Aquest article tracta sobre les composicions poètiques. Vegeu-ne altres significats a «goigs (desambiguació)». |

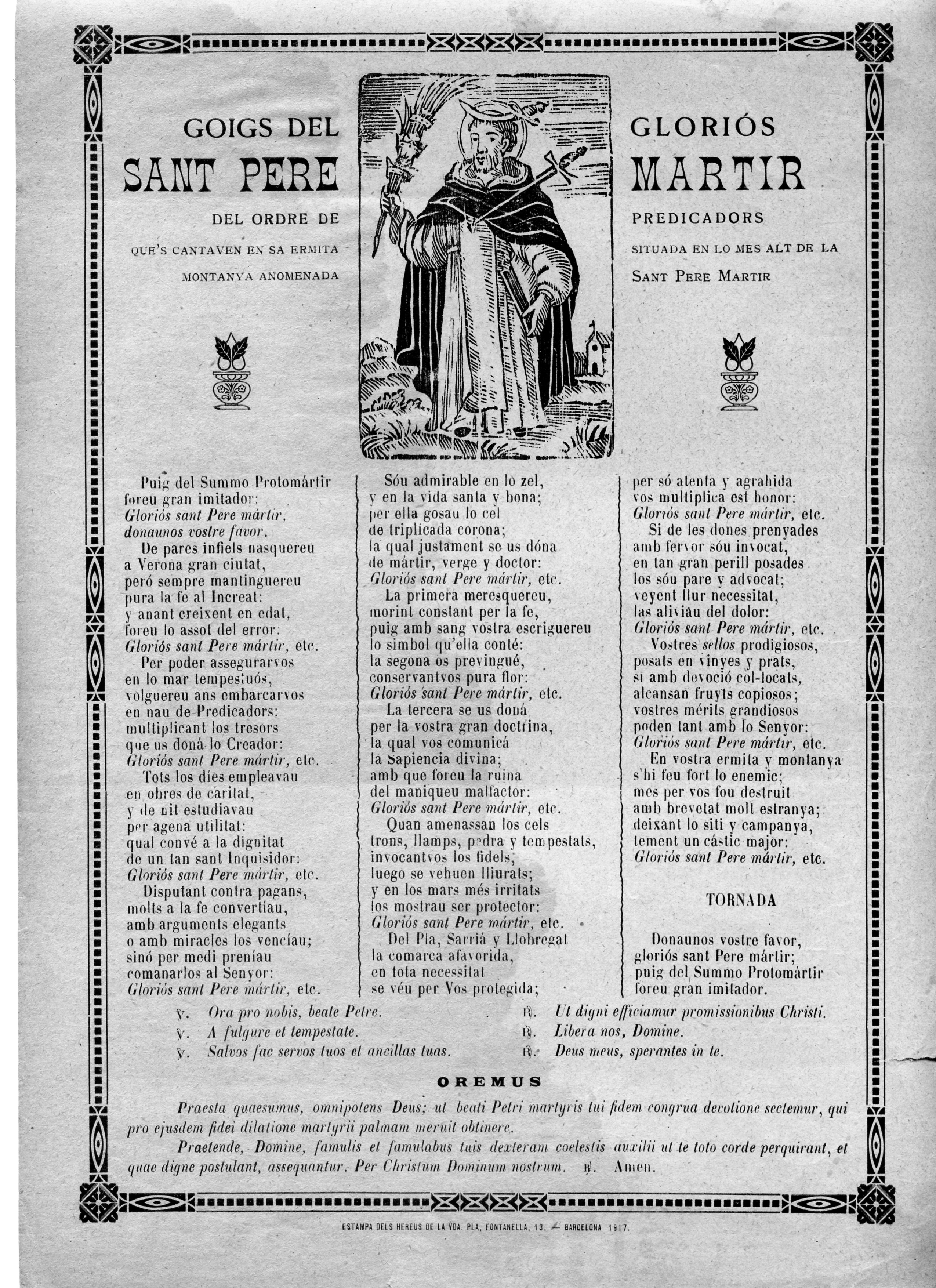
Goigs de Sant Pere Màrtir (1917)

Els goigs són composicions poètiques, de caràcter popular, que es canten a la Mare de Déu, a Crist o als sants amb ampla tradició i implantació als Països Catalans .Es canten col·lectivament, en el marc d'un acte religiós de cert relleu, com ara una missa de festa major, un aplec, una processó, etc. La seva finalitat consisteix a donar gràcies pels béns rebuts, o bé com a pregària per demanar la salut física o espiritual de la comunitat. Aquests, es canten a dintre de les basíliques o esglèsies.

## Altres accepcions
D'altra banda, la paraula goigs també designa l'imprès en què aquestes poesies s'imprimeixen. N'existeixen, sembla, des del segle xvi, però els més antics que es conserven són del xvii. Són impresos senzills, en fulls solts (de 30 per 20 cm, aproximadament) i amb una composició tipogràfica mantinguda amb poques variants fins avui en dia: una orla —formada amb elements tipogràfics o bé dibuixada— emmarca el títol, el text, la imatge de l'advocació i la música, que no apareix impresa fins al segle xviii. Pertanyen a un tipus de literatura piadosa, abundantment representada a Espanya i a Catalunya. Són himnes populars per la seva destinació, però compostos, majoritàriament, per eclesiàstics, que s'imprimeixen en un full a part que porta la imatge del sant evocat, o algun emblema piadós.

## Orígens

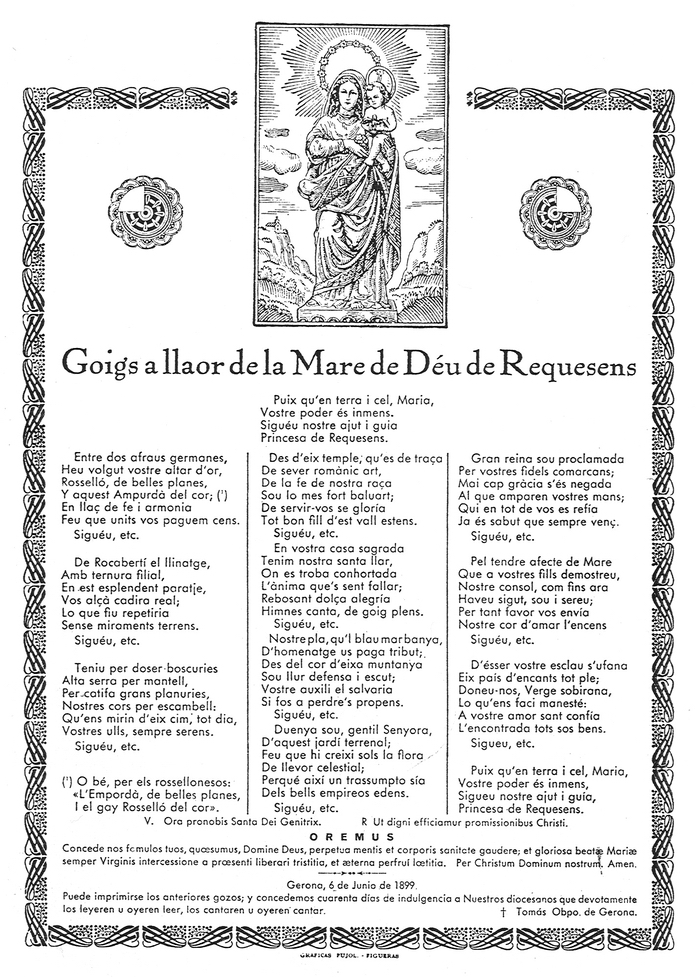
Goigs de la Mare de Déu de Requesens (1899)

La primera vegada que es troba documentat aquest gènere, pel que fa a l'ús i el contingut, és a la Crònica de Ramon Muntaner (1325-1328), on consta que tota l'armada catalana canta els goigs de sant Pere per demanar pluja la vetlla de contraatacar Gal·lípoli. En aquest mateix sentit, el primer text conegut de goigs en català és la Ballada dels goyts de nostre dona en vulgar cathallan a ball redo, conservats al manuscrit del Llibre vermell de Montserrat (de final del segle xiv), i que posa de manifest la relació dels goigs amb el ball dins les esglésies abans del concili de Trento. Els gremis i confraries —especialment la del Roser— popularitzen els goigs dels seus patrons respectius.
La cultura catalana és el marc on aquest gènere ha nascut, i on s'ha desenvolupat sense interrupció al llarg dels segles fins als nostres dies, essent un testimoni més de la pervivència i de la unitat de la llengua catalana. No hi ha capella, parròquia o ermita que no disposi —o hagi disposat fins a temps recents— de goigs impresos propis, cantats el dia de la festa.
El nom d’aquestes composicions, àdhuc les dedicades a la Mare de Déu, és molt variat: cobles, llaors, pregàries, clamors, súpliques, etc. Des del s XVI els goigs són impresos en fulls solts i propagats per les confraries i a les esglésies, als santuaris i a les ermites de tots els Països Catalans, amb texts sovint únics a tot arreu, però amb variants segons les diverses edicions. Durant els ss XVI-XVIII els goigs —composts a vegades per poetes com Pere Serafí, Francesc Vicent Garcia o Rafael Bover, o per versificadors afeccionats— foren un instrument de conreu i de conservació de la llengua, i foren utilitzats sovint amb finalitats polítiques o burlesques.

## Col·leccionisme i estudi
Aquesta florida de fulls de goigs ha donat peu, ja des de la Renaixença catalana, al seu col·leccionisme i al seu estudi. Algunes biblioteques posseeixen àmplies col·leccions de goigs. En destaquen la Biblioteca de Catalunya, la Biblioteca Pública Episcopal de Barcelona, la Biblioteca de Montserrat i l'Arxiu Històric de la Ciutat de Barcelona. La biblioteca de Montpeller té, en el Fons Vallat, diversos milers d'aquestes composicions.
A la vegada, han sorgit associacions de col·leccionistes, que fomenten el coneixement dels goigs i la seva popularització. Destaca entre aquestes entitats els Amics dels Goigs, fundada el 1922 per Mn. Francesc de P. Baldelló, que publica un butlletí trimestral i compta també amb una important col·lecció de goigs. També hi ha entitats de gogistes a Sabadell, Tarragona, Solsona, Vilanova i la Geltrú, Bagà i altres llocs.
El fenomen dels goigs dona peu a estudis en disciplines diverses: la literatura i música populars, l'antropologia cultural, la història de la impremta, etc.

## El contingut dels goigs

### Forma poètica

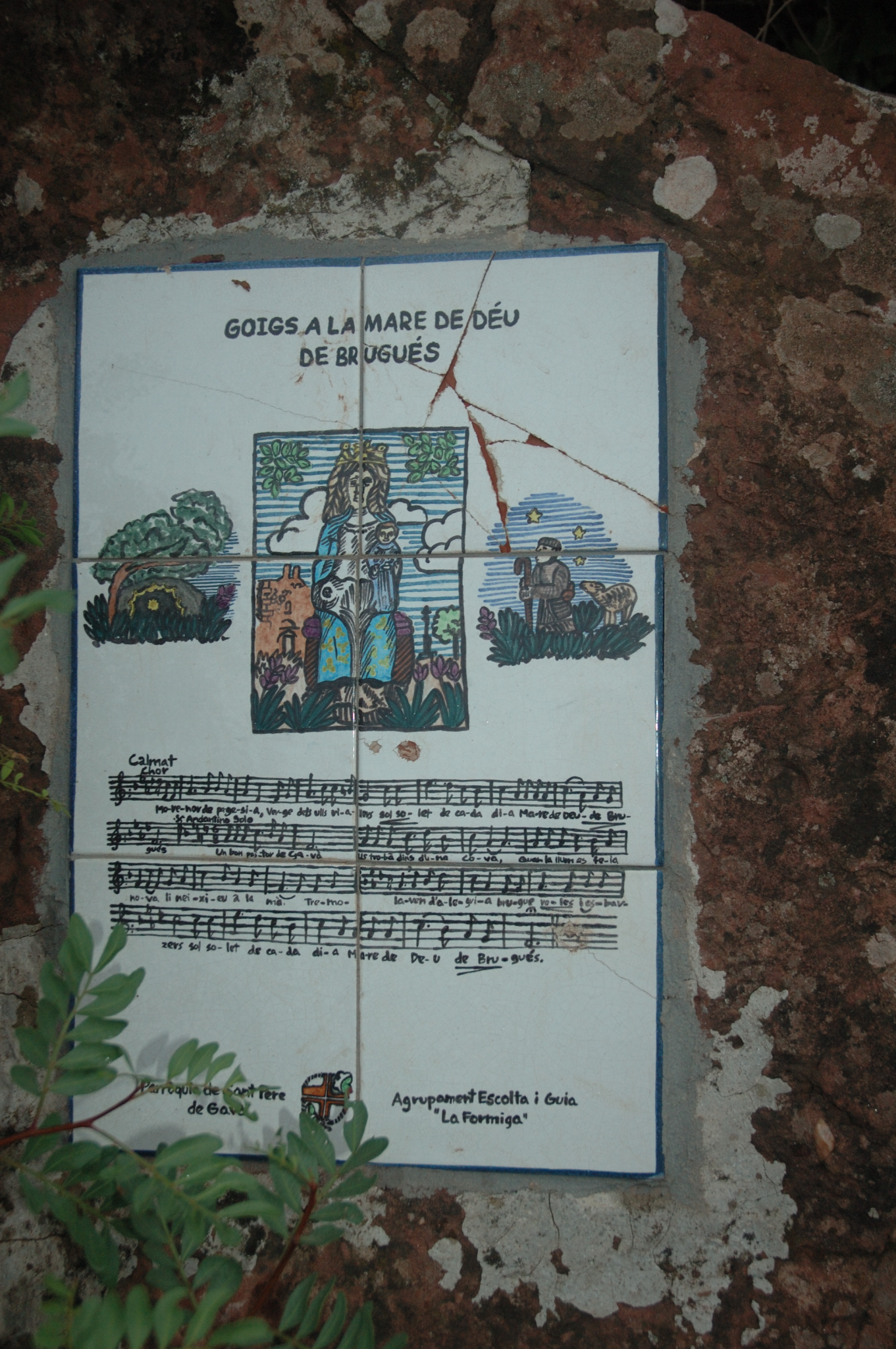
Ceràmica dels goigs a la Mare de Déu de Bruguers

En la seva forma més habitual, els goigs es presenten en versos heptasíl·labs. La primera i última estrofa tenen quatre versos i inclouen la tornada (els dos últims versos), que es van repetint al final de cada estrofa. La resta d'estrofes (al voltant de sis o vuit) solen tenir sis versos.
Aquesta forma poètica dels goigs prové de les cançons de dansa de la poètica trobadoresca: la dansa i la balada, que a Catalunya era coneguda com a ball rodó. (Al Llibre vermell de Montserrat, del segle xiv, es troba la Balada dels goigs de Nostra Dona en vulgar catalan a ball redon.) La dansa repetia la tornada a la fi de cada estrofa, tal com ho fan encara avui en dia els goigs. Aquesta tornada s'anomena rescobla o retronxa.
Pel que fa al contingut poètic, els goigs primitius commemoraven les set alegries o goigs més importants que tingué la Mare de Déu (l'Anunciació, el Naixement de Crist, l'Adoració dels Reis Mags, la Resurrecció, l'Ascensió, la Vinguda de l'Esperit Sant i l'Assumpció). Però aviat va eixamplar-se la temàtica i també les advocacions a què es dedicaven: els sants i Crist també són objecte dels goigs.
Els goigs dedicats a sants solen descriure'n la vida, el martiri i els seus miracles, i en demanen la protecció per a una localitat o una professió, o contra una malaltia concreta. Entre les advocacions amb més popularitat hi ha sant Roc i sant Sebastià, contra la pesta; santa Llúcia, per la vista, o sant Blai de Sebaste pel mal de coll. Pel que fa a les advocacions patrones de gremis o professions, a tall d'exemple sant Eloi dels ferrers i joiers, sant Isidre dels pagesos, sant Benet dels bibliotecaris, etc.

### Lletres, músiques i il·lustracions
La gran majoria de goigs ens han arribat de manera anònima, i probablement són obra d'autors populars o poc rellevants. Però també hi ha hagut poetes d'anomenada que han conreat aquest gènere: Francesc Vicent Garcia (el Rector de Vallfogona), Jacint Verdaguer, Joan Maragall, Mn. Pere Ribot, Osvald Cardona, etc. A Catalunya també hi ha hagut dones que han participat d'aquest gènere com ara Clementina Arderiu.
Una cosa semblant ha passat amb la música: la majoria és d'origen popular, anònima. I molta s'ha perdut, perquè no es feia constar en els fulls impresos. Per això hi ha goigs diversos que es canten amb la mateixa música. Les melodies són senzilles, amb pocs elements, i acostumen a tenir un aire repetitiu però àgil alhora. Tanmateix, també hi ha hagut músics cultes que han creat belles músiques de goigs com Mn. Francesc Baldelló, Joan Llongueras, Mn. Josep Maideu, Lluís Millet o Joan M. Aragonès.
Els motius ornamentals característics dels goigs són la imatge a la qual són destinats, i l'orla que emmarca el text. El boix o xilografia ha estat la manera tradicional com s'ha reproduït la imatge. Quan la tècnica ho ha permès, també s'ha usat la calcografia, la fotografia o el dibuix. Entre els artistes contemporanis que han excel·lit a donar imatges als goigs podem esmentar Enric C. Ricart, Josep Obiols, Antoni Gelabert, Antoni Ollé Pinell o Josep M. Subirachs.
A la Fundació Rafael Masó de Girona es poden contemplar algunes de les impressions originals de goigs impresos i il·lustrats a la Impremta Masó, fundada per Rafael Masó i Pagès, a principis del segle xx. En el catàleg publicat arrel de l'exposició «Treballem per l'art». La Impremta Masó de Girona (1889-1992) s'hi detalla com la Impremta Masó s'especialitza en l'edició publicacions religioses, com els goigs de la Mare de Déu de les Alegries (1927), de Lloret de Mar, els goigs del Sagrat Cor de Bescanó (1909) o els goigs de Sant Jordi, amb un disseny renovat a càrrec de Jaume Busquets i Mollera, per la Confraria de Sant Jordi. Després de la Guerra Civil espanyola també s'hi editen altres goigs de la província gironina.

## Influències i esdeveniments exòtics
A Sardenya hi ha cançons tradicionals com els goigs, que al nord es diuen gosos (semblant al castellà gozos), i al sud goccius, goggius o coggius semblant al català, en alguns països de la zona de Nuoro es diuen cobla (en català). Els textos estan en logudorès, campidanès, sasserès, gal·lurès i alguerès.